# Zdzisław Ostrowski
Zdzisław Ostrowski (ur. 16 lutego 1933 w Puznowie k. Garwolina, zm. 10 stycznia 2019) – generał brygady Ludowego Wojska Polskiego.

## Życiorys
W latach 1948–1951 był elewem Korpusu Kadetów Korpusu Bezpieczeństwa Wewnętrznego, a w latach 1951–1952 słuchaczem Oficerskiej Szkoły KBW w Legnicy. Po ukończeniu nauki pozostał w szkole. W latach 1952–1953 był zastępcą dowódcy kompanii, w latach 1953–1955 dowodził plutonem, a przez kolejne dwa lata kompanią. W latach 1958–1960 był szefem sztabu batalionu w 9 Pomorskim Pułku KBW w Bydgoszczy. Do 1963 roku wykładał w Oficerskiej Szkole KBW w Legnicy.
W latach 1964–66 studiował w Akademii Sztabu Generalnego WP w Warszawie, a po jej ukończeniu pozostał w niej jako pracownik dydaktyczny – starszy asystent ds. taktyki, a następnie – wykładowca taktyki i sztuki operacyjnej (do 1968 roku).
W 1967 roku uczestnik misji rozjemczej w Wietnamie Północnym. W 1969 roku szef sztabu 2 Brygady Wojsk Obrony Wewnętrznej w Białymstoku, następnie do 1972 roku dowodził tą jednostką. W 1970 roku został mianowany na stopień pułkownika.
W latach 1972–1974 był szefem sztabu dywizji zmechanizowanej. W latach 1974–76 studiował w Wojskowej Akademii Sztabu Generalnego Sił Zbrojnych ZSRR im. K. Woroszyłowa w Moskwie. W latach 1977–1979 dowodził 15 Dywizją Zmechanizowaną im. Gwardii Ludowej w Olsztynie. Awansowany na stopień generała brygady w październiku 1979 roku.
W latach 1979–1980 szef sztabu Śląskiego Okręgu Wojskowego, następnie szef Wojewódzkiego Sztabu Wojskowego w Olsztynie (15 września 1980 – 4 listopada 1981), szef sztabu Pomorskiego Okręgu Wojskowego (1981–1984) i zastępca dowódcy Pomorskiego Okręgu Wojskowego ds. Obrony Terytorialnej (1984–1990).
W okresie stanu wojennego w Polsce (1981–1983) był pełnomocnikiem Komitetu Obrony Kraju – komisarzem wojskowym na województwo toruńskie.
Od października 1990 roku pełnomocnik Rządu Rzeczypospolitej Polskiej ds. Pobytu Wojsk Radzieckich w Polsce i przewodniczący Delegacji Polskiej w Polsko-Rosyjskiej Komisji Mieszanej. Razem z zespołem rządowym prowadził rokowania dotyczące wycofania wojsk radzieckich. Kierował wycofaniem Północnej Grupy Wojsk Armii Radzieckiej, zakończonym 17 września 1993, po 48 latach ich „czasowego pobytu”.
Zawodową służbę wojskową zakończył 13 lutego 1995 roku. Zamieszkały w Bydgoszczy, działacz społeczny organizacji kombatanckich – Związku Byłych Żołnierzy Zawodowych i Oficerów Rezerwy.
Odznaczony Krzyżem Komandorskim z Gwiazdą, Krzyżem Komandorskim i Krzyżem Kawalerskim Orderu Odrodzenia Polski oraz Złotym Krzyżem Zasługi, Złotym, Srebrnym i Brązowym Medalem Siły Zbrojne w Służbie Ojczyzny i Złotym Medalem Za zasługi dla obronności kraju.
Pochowany na cmentarzu na bydgoskich Bielawach w dniu 16 stycznia 2019.

## Awanse
- podporucznik - 1952
- porucznik - 1954
- kapitan - 1957
- major - 1962
- podpułkownik - 1967
- pułkownik - 1970
- generał brygady - 1979